# 계룡시
계룡시(鷄龍市)는 대한민국 충청남도 남동부에 있는 시이다. 3군 각 본부가 계룡대에 자리잡음에 따라 2003년 9월 19일에 충청남도 논산시에서 분리되어 신설된 도시이다. 동쪽에는 대전광역시, 남서쪽으로는 논산시, 북쪽에는 공주시가 있다. 대한민국의 기초지방자치단체인 시(市) 가운데 강원특별자치도 태백시 다음으로 인구가 적다.
041국으로 시작하는 충청남도의 다른 시·군들과 달리, 유선전화 지역번호는 대전광역시의 042를 공용한다. 호남고속도로지선 계룡 나들목이 연결되고, 호남선 계룡역이 있어서 교통이 편리하다. 시청 소재지는 금암동이고, 행정구역은 두마면, 엄사면, 신도안면을 포함하여 3면 1동이다.

## 역사
1989년부터 1993년까지 대한민국 육군·해군·공군 3군 본부가 이곳의 계룡대로 이전하면서 도시화가 진행되었다. 충청남도는 전원·문화·국방 신도시 건설을 목표로 1990년 2월 계룡출장소를 설치하였고, 2003년 9월에 논산시에서 분리되어 계룡시로 승격하였다. 펜타곤이 있는 미국 버지니아주 알링톤이나 웨스트포인트(육군사관학교)가 있는 뉴욕주 하이랜드와 같은 국방도시를 만들겠다는 목표로 도시가 조성되었으며, 충청남도는 인구 15만명 수용 규모의 신도시를 건설한다는 계획 아래 택지개발 및 주택건설, 도시기반시설 구축, 생활편익시설 확대 등의 개발사업을 진행해 왔다.

### 설치 근거
- 지방자치법[3]
- 충청남도 계룡시 도농복합형태의 시 설치 등에 관한 법률[4]

### 연혁
- 1895년 : 충청도 연산현
- 1914년 : 충청남도 논산군 두마면
- 1989년 1월 1일 : 대덕군 진잠면 남선리가 두마면에 편입
- 1989년 : 육군 본부·공군 본부 계룡대 이전
- 1990년 : 충청남도 계룡출장소 설치(두마·남선지소 설치)
- 1991년 : 대통령 "계룡신도시 특정지역 지정" 지시
- 1993년 : 해군 본부 계룡대 이전
- 1996년 : 충청남도 논산시 두마면
- 1998년 : 계룡 · 증평시 설치를 위한 법률(안) 국회상정
- 2001년 9월 20일 : 대통령, 충남도 방문시 특례시 설치 약속
- 2003년 6월 30일 : 계룡시 설치법 국회 본회의 의결
- 2003년 7월 18일 : 계룡시 설치법 공포(법률 제6929호)[5]
- 2003년 9월 19일 : 계룡시 출범(2면 1동)
- 2006년 3월 2일 : 두마면의 북부를 분리해 엄사면 신설(3면 1동)
- 2009년 5월 21일 : 남선면을 신도안면으로 개칭

## 계룡시장
| 대수 | 시장   | 임기                               | 비고              |
| ---- | ------ | ---------------------------------- | ----------------- |
| 1    | 최홍묵 | 2003년 10월 31일 ~ 2006년 6월 30일 | 충청남도 계룡시장 |
| 2    | 최홍묵 | 2006년 7월 1일 ~ 2010년 6월 30일   | 충청남도 계룡시장 |
| 3    | 이기원 | 2010년 7월 1일 ~ 2014년 6월 30일   | 충청남도 계룡시장 |
| 4    | 최홍묵 | 2014년 7월 1일 ~ 2018년 6월 30일   | 충청남도 계룡시장 |
| 5    | 최홍묵 | 2018년 7월 1일 ~ 2022년 6월 30일   | 충청남도 계룡시장 |
| 6    | 이응우 | 2022년 7월 1일 ~현재               | 충청남도 계룡시장 |

## 지리
계룡시는 충청남도 남동부에 위치하여 동서간 8.4km, 남북간 12.9km로 뻗어 있다. 동쪽으로 대전광역시, 서쪽과 남쪽으로는 논산시, 북쪽으로 공주시와 인접해 있다. 계룡산 동남의 구릉지로 산세에 따라 3개 지역으로 형성되어 있다.
계룡시는 행정 구역상 충청남도에 속해 있으나 충청남도의 다른 시·군들과 달리 유선전화 지역번호로 대전광역시와 같은 042를 사용하고 계룡시와 대전을 오가는 시내버스도 제법 되는 등 생활권이 대전광역시에 속한다. 또, 두계천을 경계로 계룡시의 동북쪽에 위치한 대전광역시 유성구 송정동, 세동 일원과 방동의 서부는 대전 도심과 거리가 멀고 지세가 분리되어 있어서 계룡시 생활권에 속한다.
계룡시의 북서쪽 계룡산을 경계로 이웃한 계룡면은 공주시에 속한다.

## 산업

### 지역내 총생산
계룡시의 2012년 지역내 총생산은 1조1106억원으로 충청남도 지역내 총생산의 0.4%를 차지하고 있다. 이중 농림어업(1차산업)은 82억원, 0.74%로 비중이 낮고 광업 및 제조업(2차산업)은 1695억원으로 15.26%의 비중을 차지한다 상업 및 서비스업(3차산업)은 9,330억원으로 84%의 비중을 차지한다. 3차산업 부문에서는 국방도시로서 공공행정(17.49%)이 가장 큰 비중을 차지하고, 건설업(12.63%)과 출판, 영상, 방송통신 및 정보서비스업(9.08%), 도소매업(8.15%)이 그 뒤를 잇고있다.

### 산업별 종사자 현황
계룡시에는 계룡제1일반산업단지(계룡시 두마면 입암리)와 왕대공단(충남 계룡시 두마면 왕대리)이 있다.
2014년 계룡시 산업의 총종사자 수는 8,729명으로 충청남도 총종사자 수의 1.1%를 차지하고 있다. 이중 농림어업(1차산업)은 0명, 광업 및 제조업(2차산업)은 785명으로 9.0%의 비중으로 차지하고 상업 및 서비스업(3차산업)은 7,920명으로 90.7%의 비중을 차지한다. 2차산업은 충청남도 전체의 비중(32.8%)보다 낮고 3차 산업은 충청남도 전체 비중(66.7%)보다 높다. 3차산업 부문에서는 도소매업(14.0%), 교육서비스업(12.1%), 숙박 및 음식점업(11.9%), 공공행정(9.5%)이 큰 비중을 차지하고있다.

### 상주인구와 주간인구
계룡시의 2010년 기준 상주인구는 39,863명이고 주간인구는 37,809명으로 주간인구지수가 95로 낮다. 통근으로 인한 유입인구는 4,797명, 유출인구는 5,783명이고, 통학으로 인한 유입인구는 201명, 유출인구는 1,269명으로 전체 유출인구가 2,054명 더 많은데, 이는 호남고속도로지선과 4번국도가 지나 교통이 편리하고 대전광역시와 인접해 있기 때문이다.

## 행정 구역

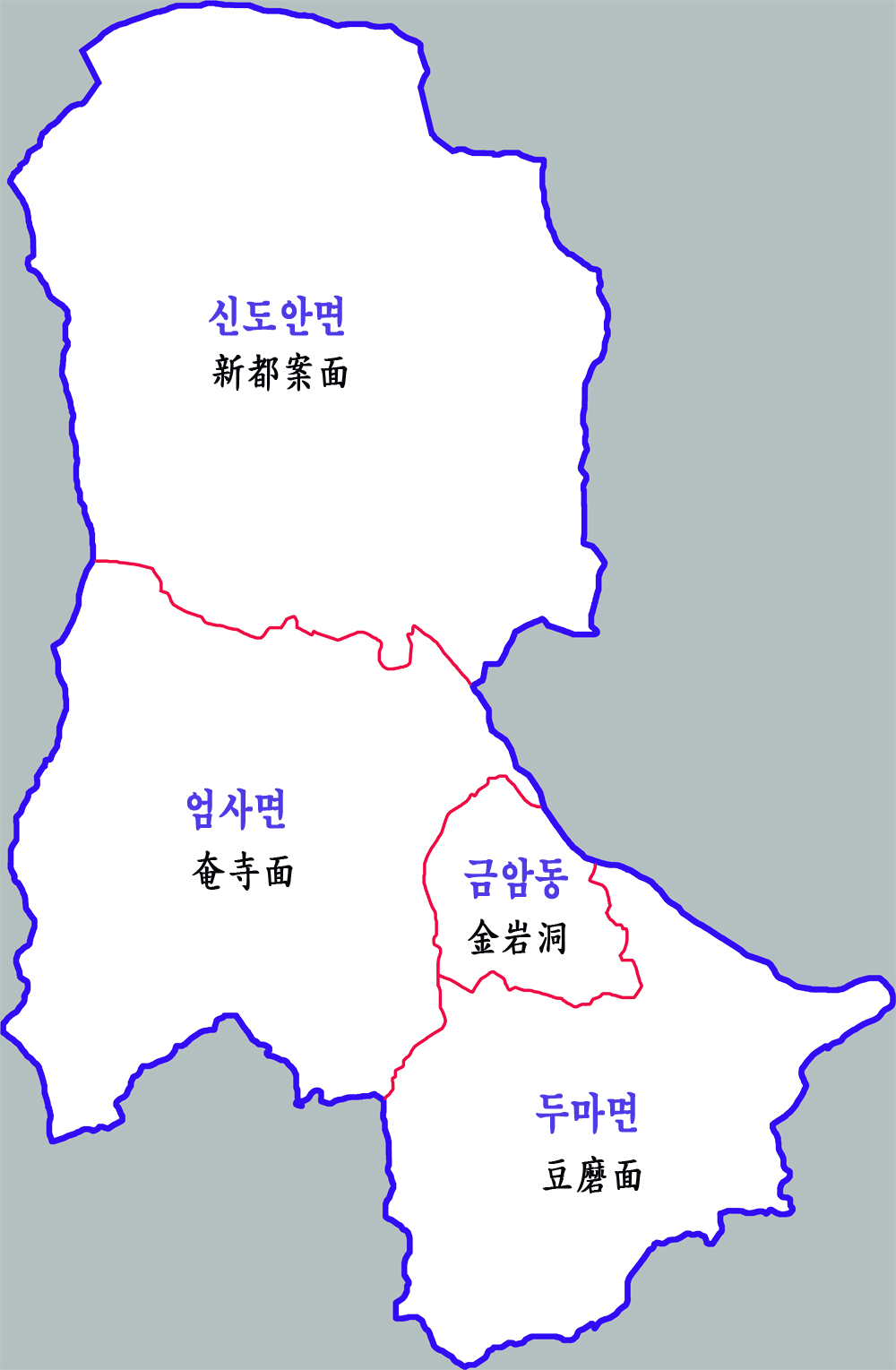
계룡시 행정구역

계룡시의 행정 구역은 3면, 1동으로 구성되어 있다. 계룡시의 면적은 60.74 km2로, 충청남도의 15개 시·군 중 면적이 가장 작다. 인구는 2022년 12월 31일 주민등록 기준으로 4만4,475 명, 1만8,051 가구이다. 군사도시이지만, 남녀 성비는 0.99 : 1로 여성이 남성보다 조금 많다.
| 면·행정동 | 한자     | 면적 (km2) | 인구   | 세대   | 법정동·리                              |
| --------- | -------- | ---------- | ------ | ------ | -------------------------------------- |
| 두마면    | 豆磨面   | 12.58      | 9,987  | 4,212  | 농소리, 두계리, 왕대리, 입암리         |
| 엄사면    | 奄寺面   | 17.91      | 17,862 | 7,876  | 광석리, 도곡리, 엄사리, 유동리, 향한리 |
| 신도안면  | 新都案面 | 27.37      | 8,286  | 2,579  | 남선리, 부남리, 석계리, 용동리, 정장리 |
| 금암동    | 金岩洞   | 2.88       | 8,340  | 3,384  | 금암동                                 |
| 계룡시    | 鷄龍市   | 60.74      | 44,475 | 18,051 | 1개 법정동 14개 법정리                 |

## 인구
42,000명 정도의 시 인구 중 절반에 가까운 18,000명이 엄사면에 거주한다. 시청이 있는 금암동의 인구보다 훨씬 많다. 시청이 있는 동 지역보다 면 지역 인구가 더 많은 곳은 대한민국에서 계룡시가 유일하다.
2003년 계룡시의 신설 당시 주민등록 인구는 3만1천137명이었고, 2010년 10월 말에 4만3천116명으로 정점을 이룬 후 인구가 감소하여 2013년 3월부터 2015년 7월까지 4만~4만900 명 대에서 정체되어 있다가 2015년 8월부터 다시 늘었다. 그 이유는 계룡대가 위치한 신도안면의 인구가 군인아파트의 재개발에 따라 2012년에 크게 줄었다가 2015년 8월부터 다시 증가했기 때문이다. 계룡시는 계룡대실도시개발구역개발지구 개발을 통해 인구 증가를 꾀하고 있다. 2013년 12월 기준 신도안면의 주민 평균연령은 28.6세로, 전국에서 평균 연령이 가장 낮은 젊은 도시이다.
- 계룡시의 연도별 인구 추이[12]

| 연도   | 총인구   |  | 비고       |
| ------ | -------- |  | ---------- |
| 1990년 | 11,684명 |  | 계룡출장소 |
| 1995년 | 15,495명 |  | 계룡출장소 |
| 2000년 | 27,122명 |  | 계룡출장소 |
| 2005년 | 31,699명 |  | 계룡시     |
| 2010년 | 41,528명 |  | 계룡시     |
| 2015년 | 39,243명 |  | 계룡시     |
| 2019년 | 42,971명 |  | 계룡시     |
| 2020년 | 42,822명 |  | 계룡시     |
| 2022년 | 43,509명 |  | 계룡시     |

## 문화/관광

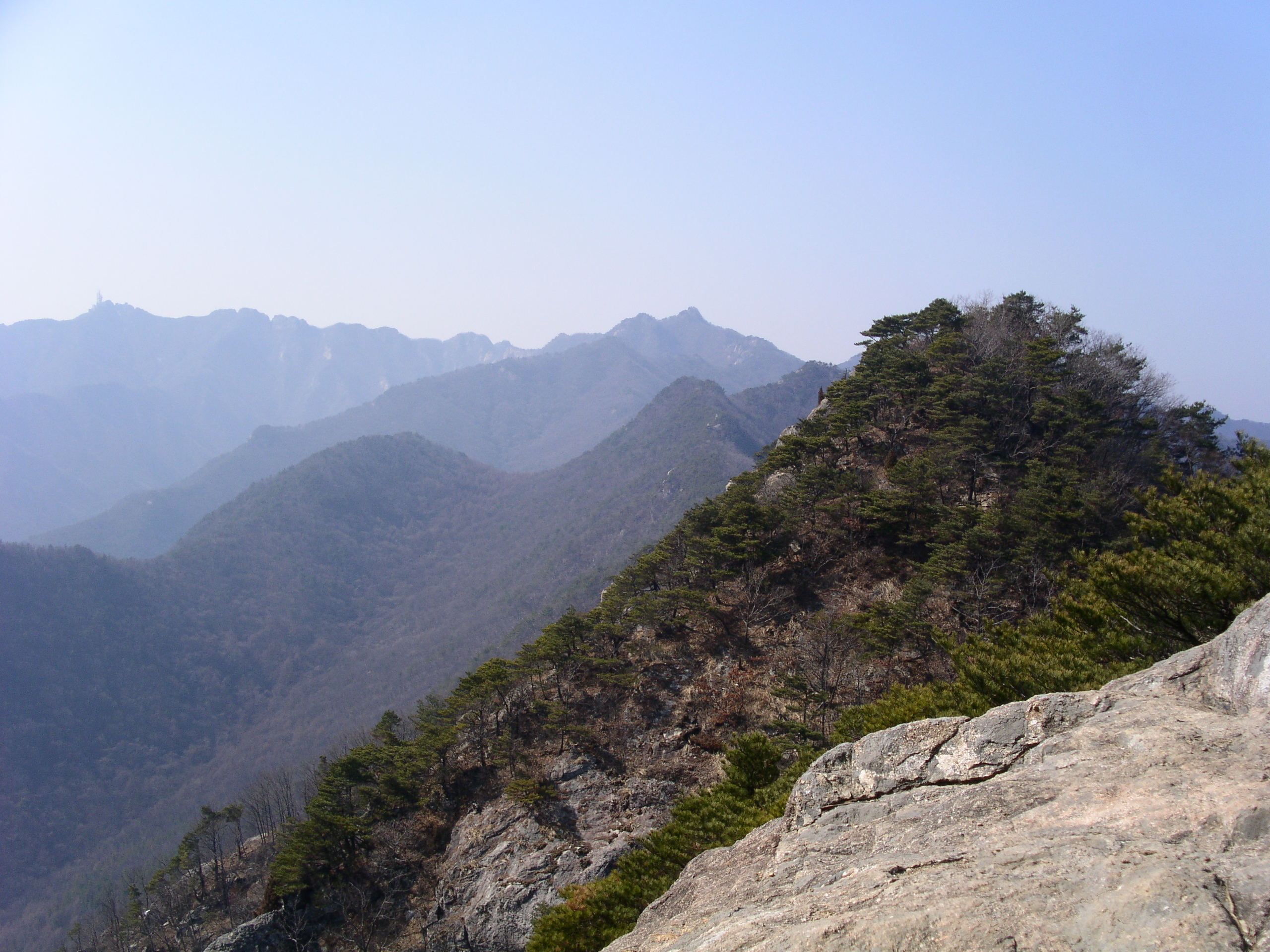
계룡산 장군봉

### 계룡산
계룡산은 공주시와 계룡시, 논산시 그리고 대전광역시에 걸쳐 있는 높이 845m의 산이다. 1968년 12월 31일에 국립공원으로 지정되었다. 충청 지역의 대표적인 명산으로, 계룡산의 천황봉과 연천봉, 삼불봉을 잇는 능선이 닭의 볏을 쓴 용을 닮았다 하여 계룡산이라는 이름이 붙여졌다. 최고봉인 천황봉의 높이는 해발 845m이고 계룡산 전체면적은 60.98 km2이다. 계룡산 기슭에는 동학사, 갑사, 신원사 등 유명한 사찰이 있으며, 국어교과서에 소개되었던 남매탑이 있다. 계룡산의 남쪽 지역인 신도안(新都案)은 지명에서 알 수 있듯이 조선 왕조 개국 직후 유력한 도읍지 후보 중 하나였다.

### 괴목정
계룡시 신도안면 용동리에 있는 유서깊은 공원으로 옛날에는 사람 많은 곳을 피해온 사람들이 이 근처에 자리잡고 살다가 나무를 심곤 하였는데 되는대로 땅에 꽂은 나무는 모두가 괴목이었다고 하며, 나무가 많아서 괴목정이라 부른다고 전한다. 이태조가 신도안을 도읍지로 정하고 주변 형세를 살필 때 무학대사가 이곳을 지나다가 지팡이를 무심코 꽂아 놓은 것이 나무가 되어 지금까지 살아 큰 괴목이 되었다고도 하는데, 그 괴목이 정자 같은 구실을 한다 하여 괴목정이라고 부른다고 전한다.

### 김장생 생가(사계고택/두계 은농재)
사계 김장생의 생가는 그가 말년에 기거하다 죽은 곳으로 두마면사무소 뒤편에 있다. 충남 계룡시 두마면 사계로 122-4. 1990년 9월 27일 충청남도유형문화재 제134호로 지정되었다. 소유자 광산김씨 문원공파 종중에서 관리한다. 그의 묘는 이곳 생가에서 10리 정도 떨어진 논산시 연산면에 있고, 그의 아들 김집은 그가 죽고 3년상을 치른 이후에 연산면에 돈암서원을 세워서 후학을 가르쳤다. 돈암서원은 2019년에 7월 세계문화유산으로 지정된 9곳 서원 중 하나다.

### 좌의정 묘
두마면 왕대2리에는 좌의정을 지낸 김국광(金國光)의 묘가 있다. 충청남도지정문화재자료 제308호이다. 김장생과 같은 광산김씨다. 왕대2리 일대 야산에는 광산김씨(光山金氏) 일족의 거대한 무덤들이 왕릉처럼 위용을 보이며 자리잡고 있다. 원래 계룡시도 논산시 소속이었는데 논산 일대는 광산김씨 씨족의 본거지다. 

### 향적산
충청남도 계룡시 엄사면 향한리와 논산시 상월면 대명리의 경계를 이루는 산. 계룡시에서는 45번 버스를 이용하여 엄사면 향한리 향적산입구 정류장에 내리면 된다. 엄사사거리에 내려서 가기도 한다. 향적산은 향나무가 많이 있었다 하여 유래하였다. 국사봉(國師峰)이라고도 하는데 신도안이 도읍이 되면 나라의 왕을 가르칠 스승이 이곳에서 나온다 하여 붙여진 이름이다. 향적산 부근에 있는 국사봉은 조선 태조 이성계가 신도안에 도읍을 정할 때 친히 올라가 국사를 논했다 하여 국사봉(國事峰)이라 하였다고 한다.

## 교통

### 철도
철도 호남선이 동서로 관통하고 계룡역에 KTX가 서대전역 경유하는 KTX와 ITX-새마을과 무궁화호가 모두 정차한다.
대부분 ITX-마음과 일부 특별 열차는 통과하는 특이한 역이다. 2024년 5월 1일부터 일부 ITX-마음 열차가 계룡역에 정차한다.

### 도로
호남고속도로지선이 외곽지역으로 남북을 관통하고 계룡 나들목이 있어 교통이 편리하다. 국도 제1호선과 국도 제4호선이 도심을 관통하고 있다. 계백로, 계룡대로, 번영로, 엄사중앙로 등이 있다.

### 버스

#### 시내버스
- 계룡시를 연고로 한 시내버스 운수업체나 노선은 2013년이 되어야 운행을 시작하였다. 경익버스에서 모든 노선을 운행하며, 일부 노선은 대전시내버스와 공동 배차하고 있다. 대전광역시 및 세종특별자치시에서 주된 교통카드로 이용 중인 티머니를 공용한다. 그 외에 논산시내버스 등이 계룡 시내를 운행하고 있다.

#### 시외버스
- 별도의 버스터미널이 없어, 양정시외버스정류소나 시외버스나 고속버스를 이용해야 할 경우 서대전, 유성시외, 유성고속 등의 대전광역시에 위치한 버스 터미널을 이용해야 한다. 다만, 엄사리와 금암동에서 서울남부터미널로 운행하는 시외버스가 한 시간에 한 대꼴로 있다.

## 교육 기관
- 고등학교

|  | - 계룡고등학교 | - 용남고등학교 |

- 중학교

|  | - 계룡중학교 | - 엄사중학교 | - 용남중학교 |

- 초등학교

|  | - 금암초등학교 | - 두마초등학교 | - 신도초등학교 | - 엄사초등학교 | - 용남초등학교 |

## 시설
- 계룡대

## 자매 도시
- 충청북도 증평군

## 과제

### 경찰서 신설문제
계룡시는 2003년 9월 논산시와 분리됐지만 아직도 경찰서, 세무서, 시군법원이 없는 도시다. 현재 논산경찰서와 법원, 검찰청도 논산시내가 아닌 강경읍에 있다. 이 때문에 계룡시민의 불편이 만만찮다. 계룡시가 중심이 돼 계룡경찰서 설치운동을 했으며 계룡경찰서 신설을 위한 국비 5억원(설계비)이 2020년 본예산에 편성, 2019년 8월 29일 국무회의에서 통과됐다.

경찰서가 없는 계룡시에는 계룡시 엄사면에 논산경찰서 계룡지구대가 하나 있다. 논산시도 시내에 경찰서 부지를 확보하고 있으나 경찰서 소재지인 경경읍민들의 이전 결사반대에 손을 놓고 있다.
논산세무서는 매일 오전 11시~오후 4시 계룡시청 안에 계룡민원실을 운영하고 있다. 처리하는 업무에 한계가 많아서 대부분 업무를 처리하기 위해서는 논산시내의 논산세무서를 방문해야 한다.
2016년 7월 1일 신설된 계룡소방서는 계룡시 두마면 사계로 46에 임시청사를 운영하였다. 계룡시 엄사면 문화로 32(유동리 283번지)에 신청사를 신축하였다.

## 기타

### 금암동 도시계획 실패
계룡시는 이름만 계룡시이지 현실은 엄사시다. 계룡시청 소재지가 금암동인데 아파트 단지가 고작 5곳이다. 시청 주변이 이렇게 활량한 곳은 전국 어디에도 없다. 시청이 지척이지만 빈땅이 많고 곳곳에는 빙치되거나 농작물을 경작 중이다. 빈땅엔 구절초 같은 잡초만 무성하다. 
계룡시 동면 지역 중 거주 주민이 가장 많은 곳이 엄사면이다. 거기에 아파트 단지가 9곳이다. 거주민이 많으니 대중 편의시설이나 상가가 대부분 엄사에 몰려있고 활성화 정도도 엄사면이 가장 높다. 시청이 소재하는 금암동은 영업이 잘 안돼 엄사로 상가를 옮기는 경우도 많다. 
왜 이런 현상이 왔는가는 계룡시청의 책임이 크다. 금암동 도시계획을 짤 때 잘못했기 때문이다. 초대시장을 지낸 최홍묵의 책임이 크다. 신설 금암동에 상가지역을 너무 넓게 잡았고 도로와 공개공지 등도 너무 과도하다. 기본적으로 도시가 활성화되려면 주민이 많아야 하고 주민이 많으려면 아파트나 오피스텔이 많이 생기도록 해야 한다. 시청 주변에 신성1차나 우림, 금암주공이 들어서 있지만 아파트 수가 너무 적다. 
금암동 지역에 현재보다 더 많은 아파트가 들어설 수 있도록 도시계획을 짰어야 한다. 그러나 그러지 못했다. 현 구조로는 금암동이 활성화 될 기미는 전혀 없고 그럴 여건은 조성되지 않았다. 계룡시의 핵심지역인 금암동 개발은 외면한 채 변두리인 대실지구와 하대실지구 개발에 치중하고 있다.
이 때문에 계룡시는 인구 증가를 위해 대실지구시개발을 추진 중이다. 대실지구엔 5곳 아파트에 입주민 4000세대가 입주 예정이다. 이어 하대실지구도 개발 예정이다. 하대실지구는 대실지구 위쪽 두마면 농소리 일원 약 26만 평방미터에 1169억원의 사업비를 투입해 2026년까지 진행하는 사업으로 2300세대를 조성하기 이한 사업이다.

### 이케아 입점 무산
충남 계룡시에 대형 복합쇼킹몰 이케아의 입점이 무산됐다. 글로벌 가구업체 이케아코리아는 2022년 3월 28일 계룡시에 건축허가 취소 신청을 하고, LH(한국토지공사) 대전충남지역본부에 토지매매 리턴권(토지 반환으로 인한 계약금·원금 회수 절차)을 행사했다. 2016년부터 추진해온 이케아 계룡점 개점을 취소한 것이다. 
이케아 계룡점이 들어설 예정이던 대실지구 아파트 분양권에 붙던 웃돈도 가격이 떨어졌다. 앞선 공인중개소 대표는 “이케아 입점이 취소된 후 전용면적 59㎡(약 18평) 기준 분양권에 7000만~8000만 원 붙던 프리미엄이 5000만 원으로 떨어졌다
계룡시는 이케아 대신에 복합쇼핑몰 유치를 공언하지만 소규모 지역에 소비층도 없는 계룡시 입지상 한계가 분명하다.

## 같이 보기
- 대한민국의 설치순 도시 목록
- 대한민국의 지리